# Kirchknopf Ferenc
Kirchknopf Ferenc (Budapest, 1878. június 9. – Mád, 1949. március 1.) magyar olimpikon, evezős. Polgári foglalkozása sportvezető.

## Pályafutása
1896-ban, a Millenáris megnyitásakor megnyerte az embervezetéses Bol d’Or (kerékpár) versenyt. Később a Pannónia Evezős Club (PEC) sportolójaként evezős versenyeken indult. Csaknem 100 aranyérme volt. Olyan magyar bajnoki aranyérmei is voltak, amelyeket rubin, gyémánt és smaragd díszített. Sportvezetőként sokat tett azért, hogy az első világháborút követő Trianoni békeszerződés után visszakerülhessünk a Nemzetközi Olimpiai Bizottság tagjai sorába. Ezért Horthy Miklós kormányfőtanácsossá nevezte ki. Húsz évig volt a Magyar Kerékpáros Szövetség (MKSZ) elnöke. Neki köszönhető, hogy 1928-ban Budapest rendezte a kerékpár-világbajnokságot.

### Magyar evezős bajnokság
1922-ben a kormányos nyolcevezős (Keresztes Henrik, Kirchknopf Ferenc, dr. Jesze Kálmán, Józsa László dr., Szendeffy István, Török Zoltán dr., Wick Lajos, Hautzinger Sándor vezér evezős) sportágban magyar bajnok.

### Európa-bajnokság
- 1910-ben a kormányos nyolcevezős (Bányai Béla, Szebeny György, Szebeny Antal, Szebeny Miklós, Jesze Kálmán, Hautzinger Sándor, Éder Róbert, Kirchknop Ferenc, kormányos: Koch Károly) versenyszámban - bronzérmes
- 1921-ben a kormányos nyolcevezős (Keresztes H. István, Józsa László, Jesze Károly, Wick Lajos, Jesze Kálmán, Szendeffy István, Hautziner Sándor, Kirchknopf Ferenc, kormányos: Koch Károly) versenyszámban - ezüstérmes
- 1922-ben a kormányos nyolcevezős (Keresztes H. István, Józsa László, Török Zoltán, Wick Lajos, Jesze Kálmán, Szendeffy István, Hautzinger Sándor, Kirchknop Ferenc, kormányos: Koch Károly) versenyszámban - bronzérmes

### Olimpiai játékok
Az1908. évi nyári olimpiai játékok kormányos evezős nyolcas versenyszámban, Pannónia csapattársaival (Éder Róbert, Haraszthy Lajos, Hautzinger Sándor, dr. Kirchknopf Ferenc, Kleckner Sándor, Szebeny Antal, Várady Jenő,  Wampetich Imre vezérevezős és Vaskó Kálmán, kormányos) az 5. helyen végzett.

## Külső hivatkozások
- Kirchknopf Ferenc. huszadikszazad.hu. (Hozzáférés: 2015. szeptember 11.)
- Kirchknopf Ferenc. mob.hu. (Hozzáférés: 2015. szeptember 11.)
- Kirchknopf Ferenc. magyarhirlap.hu. (Hozzáférés: 2015. szeptember 11.)

1. 1 2  Ferenc Kirchknopf (angol nyelven). sports-reference.com . (Hozzáférés: 2020. január 31.)
2. ↑  PIM-névtér-azonosító. (Hozzáférés: 2020. július 4.)
3. ↑  Ferenc Kirchknopf (angol nyelven). World Rowing athlete database . (Hozzáférés: 2020. január 7.)